# 玫瑰镇
玫瑰镇，是中华人民共和国山東省济南市平阴县下辖的一个乡镇级行政单位。
玫瑰产业是玫瑰镇的支柱产业之一，中国农业部命名的中国玫瑰之乡---平阴，国家工商总局也授予了地理商标--平阴玫瑰。

## 行政区划
玫瑰镇下辖以下地区：
焦庄村、夏沟村、老张庄村、野仙沟村、罗宅村、西唐村、东唐村、陈山头村、南葛庄村、王桥村、西胡庄村、北辛村、陶庄村、王镐店村、彭庄村、刘店村、庞口村、庄科村、北石硖村、南石硖村、李庄村、赵台村、高辛村、南泉村、北泉村、高套村、韩套村、刁山坡村、大吉庄村、张洼村、大孙庄村、俄庄村、江庄村、孔集村、东豆山村、西豆山村、外山村、崔山头村、大站东村、大站西村、李屯村、丁口村、王小庄村、郭套村、李堂村、新屯村、东站村和南台村。

## 人口
2010年中国第六次人口普查时，玫瑰镇共有人口35598人。共有家庭12695户，平均每户2.80人。14岁以下的少年儿童共5005人，占总人口14.05%；15-64岁人口共25272人，占总人口70.99%；65岁及以上的老年人共5321人，占总人口的14.94%。男性共计17411人，占总人口48.91%；女性共计18187人，占总人口51.08%。本地居住的人口中，拥有本地户籍的人口为34261人，占96.24%。